# Akvadukt Roquefavour
Akvadukt Roquefavour (francouzsky Aqueduc de Roquefavour) je akvadukt na území francouzské obce Ventabren v departementu Bouches-du-Rhône. Je součástí průplavu Canal de Marseille a zásobuje město Marseille pitnou vodou z řeky Durance. S výškou 83 metrů a délkou 393 metrů je největším a nejvyšším kamenným akvaduktem na světě. Jeho základy jsou hluboké deset metrů a má tři podlaží: první s dvanácti oblouky, druhé s patnácti oblouky a třetí se třiapadesáti oblouky. Pod mostem vede silnice a železniční trať, turisté se sem mohou dostat z nedalekého Aix-en-Provence.
Stavbu akvaduktu přes údolí řeky Arc navrhl již v roce 1565 Adam de Craponne, avšak realizaci zabránila finanční náročnost. Odhodlal se k ní až marseillský starosta Maximin-Dominique Consolat v roce 1835, aby zabránil epidemiím cholery způsobovaným nekvalitní vodou ve městě. Projektem byl pověřen švýcarský inženýr Jean François Mayor de Montricher, který se inspiroval antickým akvaduktem Pont du Gard. Stavba trvala šest let, stála téměř 3,8 milionu zlatých franků a pracovalo na ní okolo pěti tisíc dělníků. Kámen pochází z lomu v Velaux. Akvadukt byl zprovozněn 30. června 1847.
Původně tekla voda otevřeným kanálem, v roce 1975 byla svedena do potrubí o průměru 220 cm. Ročně jím proteče 240 milionů m³ vody. 
V roce 2005 byla stavba zařazena na seznam monument historique. V roce 2020 byly zahájeny rozsáhlé restaurátorské práce, které měly trvat do ledna 2024.